# Szuwarniczka
Szuwarniczka (Zygodontomys) – rodzaj ssaków z podrodziny  bawełniaków (Sigmodontinae) w obrębie rodziny  chomikowatych (Cricetidae).

## Rozmieszczenie geograficzne
Rodzaj obejmuje gatunki występujące w Ameryce Środkowej i Południowej.

## Morfologia
Długość ciała (bez ogona) 135–161 mm, długość ogona 101–120 mm, długość ucha 15–20 mm, długość tylnej stopy 23–35 mm; masa ciała 45–81 g.

## Systematyka
Rodzaj zdefiniował w 1897 roku amerykański zoolog Joel Asaph Allen w artykule poświęconym dodatkowym uwagom na temat kostarykańskich ssaków, wraz z opisami nowych gatunków, opublikowanym w czasopiśmie Bulletin of the American Museum of Natural History. Gatunkiem typowym jest (oryginalne oznaczenie) szuwarniczka krótkoogonowa (Z. brevicauda). 

### Etymologia
Zygodontomys: gr. ζυγος zugos ‘jarzmo’; οδους odous, οδωντος odōntos „ząb”; μυς mus, μυoς muos ‘mysz’.

### Podział systematyczny
Do rodzaju należą następujące gatunki:
| Grafika | Gatunek                 | Autor i rok opisu                 | Nazwa zwyczajowa           | Podgatunki         | Rozmieszczenie geograficzne | Podstawowe wymiary                             | Status IUCN |
| ------- | ----------------------- | --------------------------------- | -------------------------- | ------------------ | --- | ---------------------------------------------- | ----------- |
|         | Zygodontomys brevicauda | (J.A. Allen & F.M. Chapman, 1893) | szuwarniczka krótkoogonowa | gatunek monotypowy | południowo-zachodnia Kostaryka, Panama (wraz z wyspami Coiba i Cébaco oraz Wyspami Perłowymi), Kolumbia, Wenezuela (wraz z wyspą Margarita), Trynidad i Tobago, region Gujana i północna Brazylia; zakres wysokości: poniżej 1300 m n.p.m. | DC: 14,1–16,1 cm DO: 10,1–12 cm MC: około 57 g | LC          |
|         | Zygodontomys brunneus   | O. Thomas, 1898                   | szuwarniczka brunatna      | gatunek monotypowy | endemit Kolumbii (andyjskie doliny międzygórskie w górnych biegach rzek Cauca, Magdalena, Dagua i Patía); zakres wysokości: 350–1300 m n.p.m.                                                                                              | DC: 13,5–15,2 cm DO: 11–11,7 cm MC: 45–81 g    | LC          |

Kategorie IUCN:  LC  – gatunek najmniejszej troski.